# Avril Lavigne

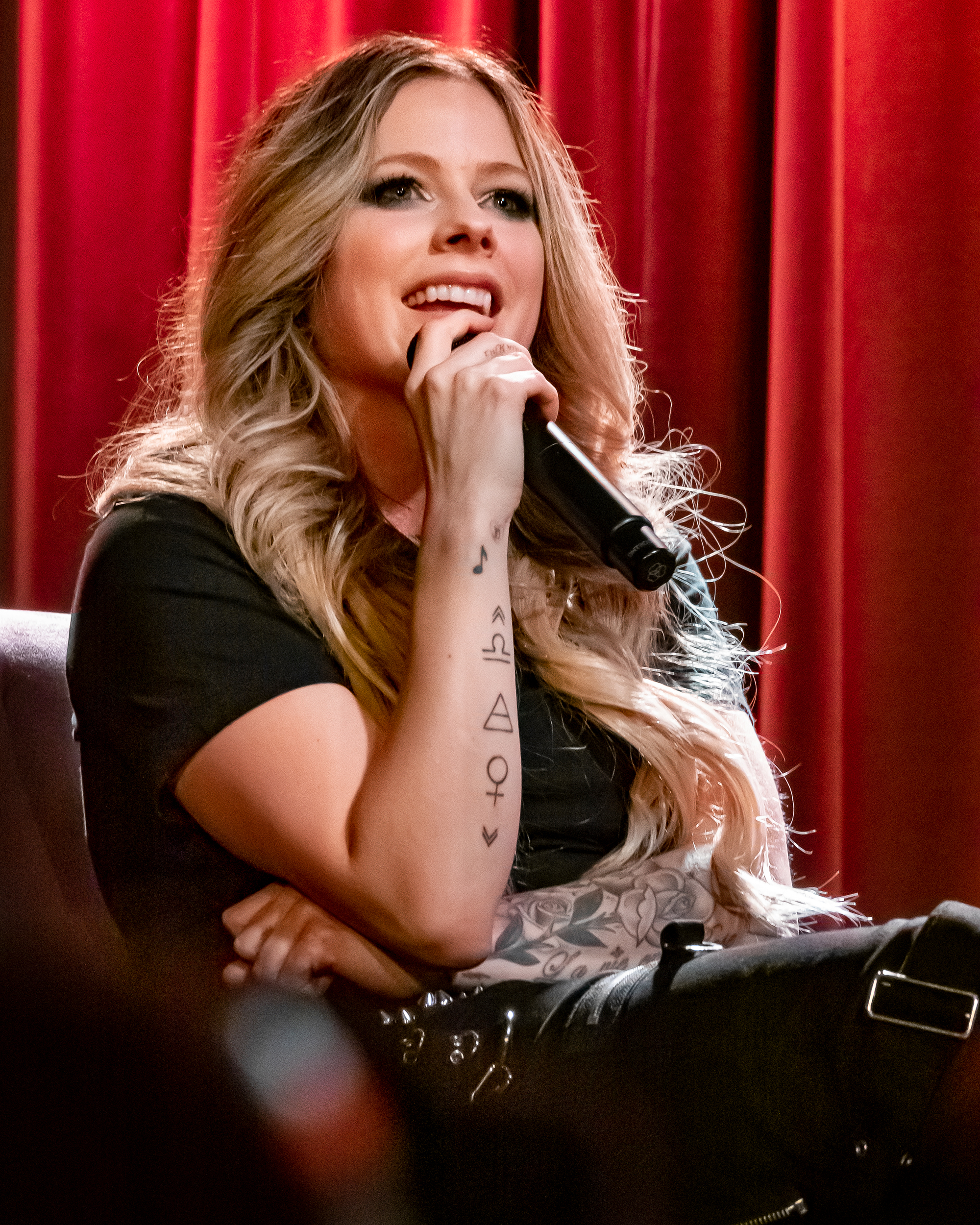
Avril Lavigne (2019)

Avril Ramona Lavigne ([ˈævrɪl ləˈviːn], auch [avʁil laviɲ]; geboren am 27. September 1984 in Belleville, Ontario) ist eine franko-kanadische Rock- und Pop-Sängerin und Songwriterin.

## Kindheit und Jugend
Lavigne wuchs in der Kleinstadt Napanee (Ontario, Kanada) auf. Sie hat einen älteren Bruder namens Matt und eine jüngere Schwester, Michelle. Ihre Eltern sind Jean-Claude Joseph Lavigne, der in einem Telekommunikationsunternehmen arbeitet, und Judy Lavigne, eine Hausfrau.
Avril Lavigne hat eine Aufmerksamkeitsdefizit-Hyperaktivitätsstörung (ADHS), diesbezüglich wird sie seit ihrer Kindheit medikamentös behandelt. Ihr Lied Anything But Ordinary ist von ihrer ADHS inspiriert.
Mit Unterstützung ihrer Eltern trat sie im Alter von sieben Jahren in der Kirche auf. Mit acht Jahren brachte sie sich das Gitarrespielen selbst bei, mit zwölf Jahren auch das Klavierspielen. Daraufhin begann sie, auf Dorffesten und kleineren Veranstaltungen aufzutreten.
Entdeckt wurde sie von Cliff Fabri, ihrem ersten Manager, als sie Coverversionen von Countrysongs in einem Buchladen in Kingston, Ontario, sang. Während eines Auftrittes im Lennox-Gemeindezentrum lernte sie den lokalen Folksänger Steve Medd über den einflussreichen kanadischen Journalisten Ben Medd kennen. Dieser lud sie ein, seinen Song Touch the Sky für sein Album Quinte Spirit aus dem Jahr 1998 einzusingen. Auf seinem folgenden Album My Window to You, das ein Jahr später erschien, ist sie in Temple of Life und Two Rivers zu hören.
Im Alter von 16 Jahren unterschrieb sie durch A&R-Manager Ken Krongard und Musikproduzent Antonio „L.A.“ Reid einen Vertrag beim Musiklabel Arista. Dafür brach sie die Schule ab und zog nach New York.

## Karriere

### 2001–2003:Let Go
Wegen Differenzen mit Arista zog Lavigne von New York nach Los Angeles. Dort traf sie den Produzenten Clif Magness, mit dem sie das Album Let Go nach ihren Wünschen fertigstellen konnte. Dabei wurde sie von dem Musikproduzententeam The Matrix unterstützt, das bereits Lieder für Sheena Easton und Christina Aguilera geschrieben hatte. Lavigne brachte bei allen Liedern persönliche Erfahrungen ein, so zum Beispiel über Probleme mit ihren Eltern, die Schule und ihre erste Liebe. Let Go wurde am 4. Juni 2002 in den USA veröffentlicht. Es enthält 13 Lieder, darunter Losing Grip, Complicated, Sk8er Boi und I'm With You. 
Das Album wurde bereits wenige Monate später mit mehrfach-Platin ausgezeichnet. Bei den MTV Video Music Awards 2002 wurde Lavigne als beste neue Künstlerin ausgezeichnet. Bei den Juno Awards wurde sie 2003 in sechs Kategorien nominiert und gewann vier Junos. Des Weiteren war sie für acht Grammys nominiert, von denen sie aber keinen gewinnen konnte.
Mit 18 Jahren wurde sie als damals jüngste Künstlerin an der Spitze der Britischen Album-Charts (11. Januar 2003) im Guinness-Buch des Jahres 2004 erwähnt. Die auf das Album folgende „Try to Shut Me Up“-Weltour war fast ausverkauft und galt als eine der erfolgreichsten Tourneen im Jahr 2003. Die im November 2003 veröffentlichte DVD My World enthält das Konzert in Buffalo, einige Backstage-Szenen und alle bisherigen Musikvideos.
Schon im Dezember 2003, etwa drei Monate nach Tour-Ende, begann Lavigne damit, Songs für ihr zweites Album zu schreiben. Dazu hielt sie sich etwa ein halbes Jahr aus der Öffentlichkeit fern.

### 2004–2005:Under My Skin

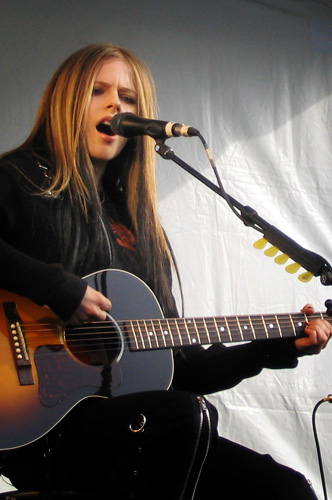
Lavigne in Vancouver im April 2004

Ihr zweites Album Under My Skin erschien am 24. Mai 2004. Es erreichte unter anderem in Großbritannien, Kanada, Australien und den USA den ersten Platz der Albumcharts und wurde in verschiedenen Ländern mit Platin ausgezeichnet.
Mehrere Single-Auskopplungen aus Under My Skin waren kommerziell äußerst erfolgreich: Don’t Tell Me, My Happy Ending, Nobody’s Home, He Wasn’t und Fall to Pieces. Demotracks aus Under My Skin sind bis heute nicht bekannt.
Lavigne wirkte auch am zweiten Album Breakaway der US-amerikanischen American-Idol-Gewinnerin Kelly Clarkson mit. Sie schrieb das gleichnamige Titellied Breakaway, welches in den USA ein großer Hit wurde. Das Lied handelt vom Aufstieg eines Mädchens, das davon geträumt hat einmal Sängerin zu werden.
Auf der auf das Album Under My Skin folgenden Tour gab Lavigne rund um die Welt innerhalb eines Jahres über 120 Konzerte. Die Tour startete am 26. September 2004 in München und endete am 25. September 2005 in São Paulo. Lavigne spielte während der Tour E-Gitarre, akustische Gitarre, Klavier und Schlagzeug bei einer Coverversion des Liedes Song 2 von Blur. Das Konzert für die gleichnamige Tour-DVD, die allerdings bisher nur in Japan erhältlich ist, wurde im Nippon Budōkan in Tokio aufgezeichnet.

### 2005–2006: NachUnder My Skin
2005 unterschrieb Lavigne bei der Modelagentur Ford Models einen Vertrag. Außerdem nahm sie eine Coverversion des Liedes Imagine von John Lennon auf.
Bei den Olympischen Winterspielen 2006 in Turin trat Lavigne am 21. Februar neben Musikern wie Andrea Bocelli, Ricky Martin, Lou Reed nach den formellen Verleihungen der Medaillen auf der Piazza Castello auf. Es handelte sich um ein Unplugged-Konzert, auf dem sie Songs aus Let Go und Under My Skin spielte. Außerdem sang sie ihr Lied Who Knows bei der Abschlussfeier. Sie wirkte daraufhin in einem im Juli 2006 veröffentlichten Clip von Butch Walker mit.

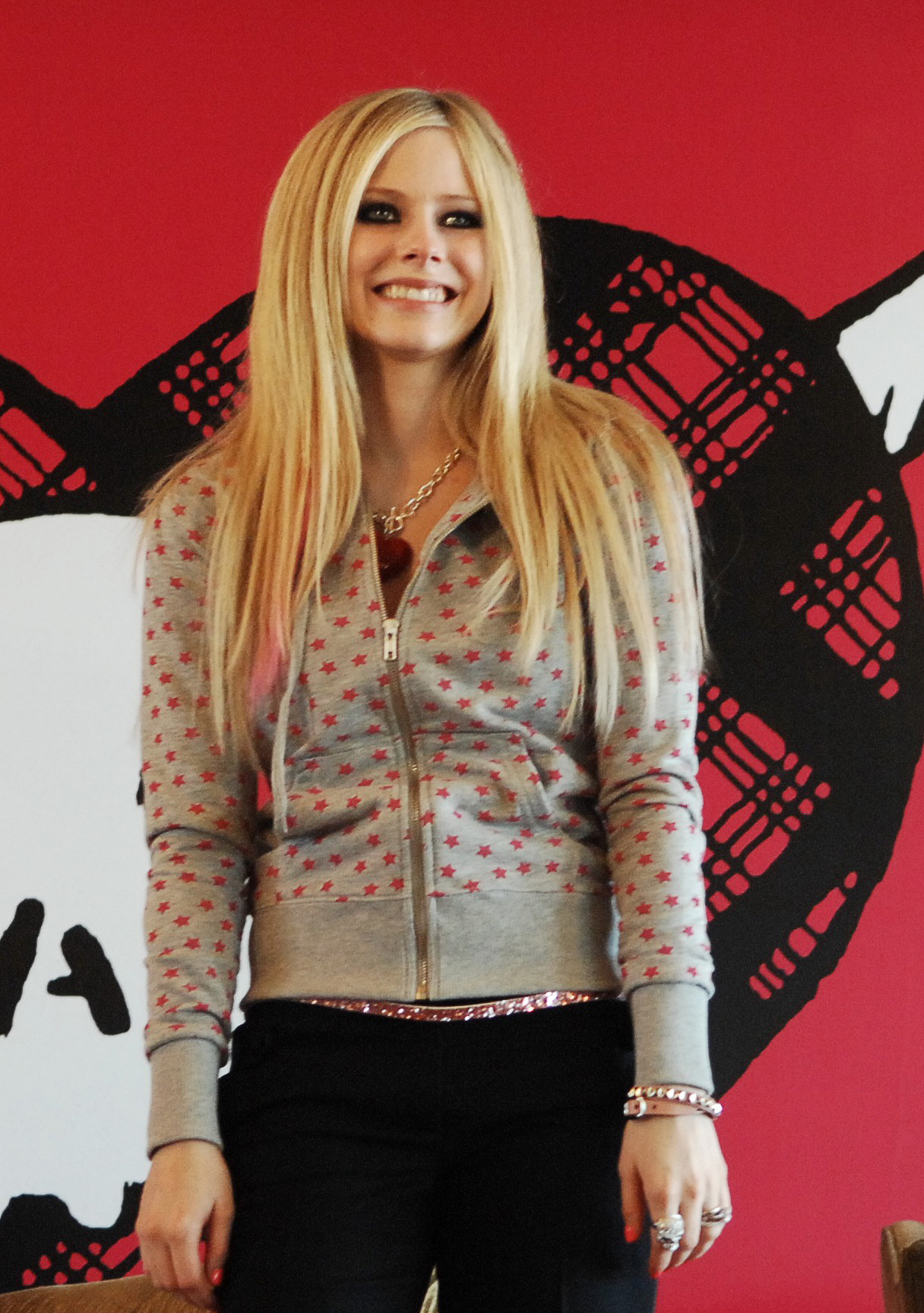
Lavigne in Hongkong im November 2007

Im Dezember 2006 erschien mit Keep Holding On ein neuer Song, den Avril Lavigne für den Kinofilm Eragon geschrieben hatte. Der Song wurde nicht als Single veröffentlicht, sondern lediglich im Radio gespielt. Er war jedoch in den USA so erfolgreich, dass die Veröffentlichung der neuen Single Girlfriend verschoben wurde.

### 2007–2009:The Best Damn Thing
Die Single Girlfriend erschien am 19. Februar 2007. Der Refrain wurde in verschiedenen Sprachen aufgenommen, darunter auch Deutsch, Spanisch, Portugiesisch, Französisch, Italienisch, Japanisch und Mandarin.
Das Album The Best Damn Thing, auf dem Keep Holding On und Girlfriend enthalten sind, erschien im April 2007. Es folgten die Singles When You’re Gone – deren Video Ähnlichkeiten mit demjenigen zu Wake Me Up When September Ends von Green Day aus dem Jahr 2004 vorgeworfen wurde – Hot und The Best Damn Thing.
Im Juli 2008 veröffentlichte Lavigne ihre eigene Modelinie Abbey Dawn, die nach ihrem Spitznamen aus früheren Jahren, Abbey, benannt ist. Die Entwürfe von Kleidungsstücken und Schmuck stammen von Lavigne und wurden vom US-amerikanischen Unternehmen Kohl’s produziert und vertrieben. Im Sommer 2009 folgte Lavignes Parfum Black Star. Im Juli 2010 kam Lavignes zweiter Duft Forbidden Rose auf den Markt. Im August 2011 erschien ihr drittes Parfum Wild Rose.

### 2010–2011:Goodbye Lullaby

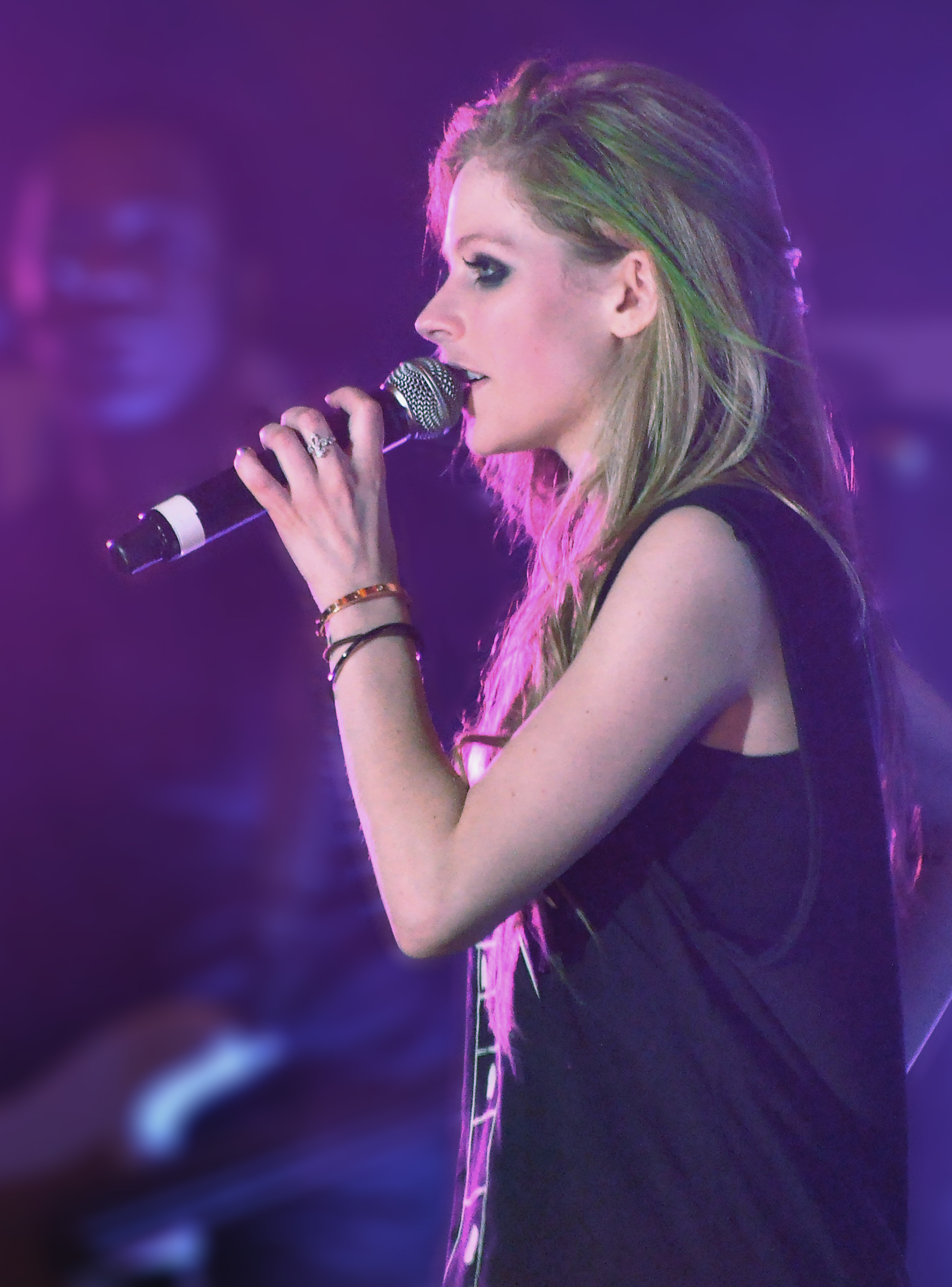
Lavigne in Saint Petersburg (Florida) auf ihrer „Black Star Tour“ im Mai 2011

Lavigne arbeitete lange Zeit mit ihrem Ex-Mann Deryck Whibley und mit Butch Walker an ihrem vierten Musikalbum, das den Titel Goodbye Lullaby trägt. Es enthält neben neu geschriebenen Liedern auch solche, die Lavigne bereits als 15-Jährige verfasst hat. Das Veröffentlichungsdatum wurde mehrfach verschoben: Ursprünglich wurde der 17. November 2009 genannt, später war unter anderem von Juni 2010 die Rede. Im Mai 2010 gab Lavigne bekannt, sie sei mit der musikalischen Ausrichtung der aufgenommenen Lieder unzufrieden, da sie ihr zu ernsthaft und reif erscheinen. Das vierte Album werde erst nach Überarbeitungen erscheinen, die sie am 11. Oktober 2010 als abgeschlossen bezeichnete. 
Die erste Single aus ihrem vierten Album, What the Hell, erschien schließlich am 1. Januar 2011 als kostenloser Download. Das Album Goodbye Lullaby folgte am 2. März 2011. Es enthält unter anderem die Titel Smile, Wish You Were Here, Everybody Hurts, Black Star und Darlin’.
Für den im April 2010 erschienenen Film Alice im Wunderland schrieb Avril Lavigne die Lead-Single Alice.

### 2011–2015:Avril Lavigne
Drei Monate nach der Veröffentlichung von Goodbye Lullaby gab Lavigne bekannt, an ihrem fünften Studioalbum zu arbeiten. Das neue Album soll das musikalische Gegenteil von Goodbye Lullaby werden – es solle stärker von Pop und Spaß geprägt sein. Im Oktober 2011 bestätigte Lavigne ihren Wechsel zum Label Epic Records.
Im 5. November 2013 erschien das fünfte Album Avril Lavigne, von welchem die Singles Here’s to Never Growing Up und Rock n Roll vorab veröffentlicht wurden. Das Album enthält auch das mit Marilyn Manson aufgenommene Lied Bad Girl.
2015 veröffentlichte Lavigne das Lied Fly, das sie für die Special Olympics schrieb.

### 2018–2020:Head Above Water

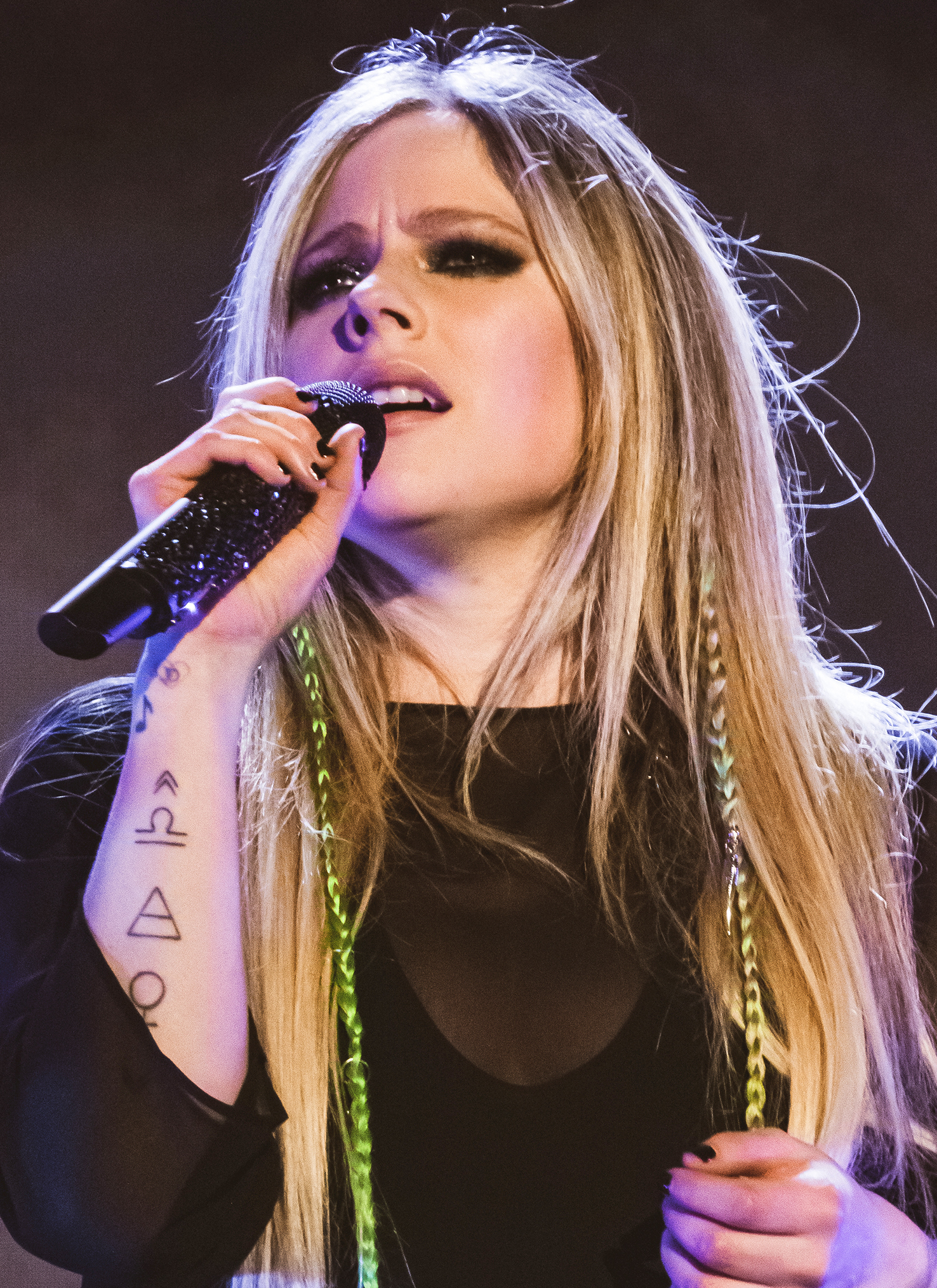
Avril Lavigne im September 2019

Am 19. September 2018 veröffentlichte Avril Lavigne die Lead-Single Head Above Water ihres sechsten Studioalbums. Eine Woche später veröffentlichte sie auf ihrem YouTube-Kanal das Musikvideo zu der Single und ein Video von ihrem Live-Auftritt bei Jimmy Kimmel Live wurde veröffentlicht.
Am 12. Dezember veröffentlichte sie das Lied Tell Me It’s Over. Das Album Head Above Water folgte am 15. Februar 2019.

### Seit 2021:Love Sux
Ende 2020 veröffentlichte Lavigne Fotos von sich in einem Studio mit Mod Sun und Machine Gun Kelly und kündigte an, sie arbeite an neuer Musik. Am 22. Januar 2021 veröffentlichte sie mit Mod Sun die Single Flames.
Im Juni 2021 lud sie gemeinsam mit Tony Hawk ihr erstes Video auf die Plattform TikTok hoch, das innerhalb der ersten drei Tage 22,9 Millionen Aufrufe erzielte und Lavigne 1,6 Millionen Follower auf TikTok einbrachte.
Einen Monat später kollaborierte Lavigne mit der US-Sängerin Willow Smith und Travis Barker auf Smiths Song Grow.
Im November 2021 gab Lavigne bekannt, einen Plattenvertrag bei Travis Barkers Label DTA Records unterschrieben zu haben. In der darauffolgenden Woche veröffentlichte sie mit Bite Me die Lead-Single ihres siebten Albums. Mit Love It When You Hate Me wurde am 14. Januar 2022 in Zusammenarbeit mit dem US-Musiker Blackbear eine weitere Single veröffentlicht. Am 25. Februar 2022 erschien das Album Love Sux.

## Stil
Avril Lavigne wuchs mit der Musik von Blink-182, Goo Goo Dolls, Matchbox Twenty und Shania Twain auf. Courtney Love und Janis Joplin zählt sie zu ihren Vorbildern. Ebenso bezeichnet sie Madonna als ihr Idol. Durch diese Einflüsse, dem Musikgenre und ihren persönlichen Stil wird Lavigne von den Massenmedien häufig als Punk beschrieben. Lavignes Freund und Gitarrist Evan Taubenfeld sagte dahingehend über sie, sie sei kein Punk und komme auch nicht aus der Punkkultur. Lavigne kommentierte ebenfalls: „Ich wurde als das bösartige Mädchen, [eine] Rebellin, Punkerin bezeichnet und ich bin nichts davon.“

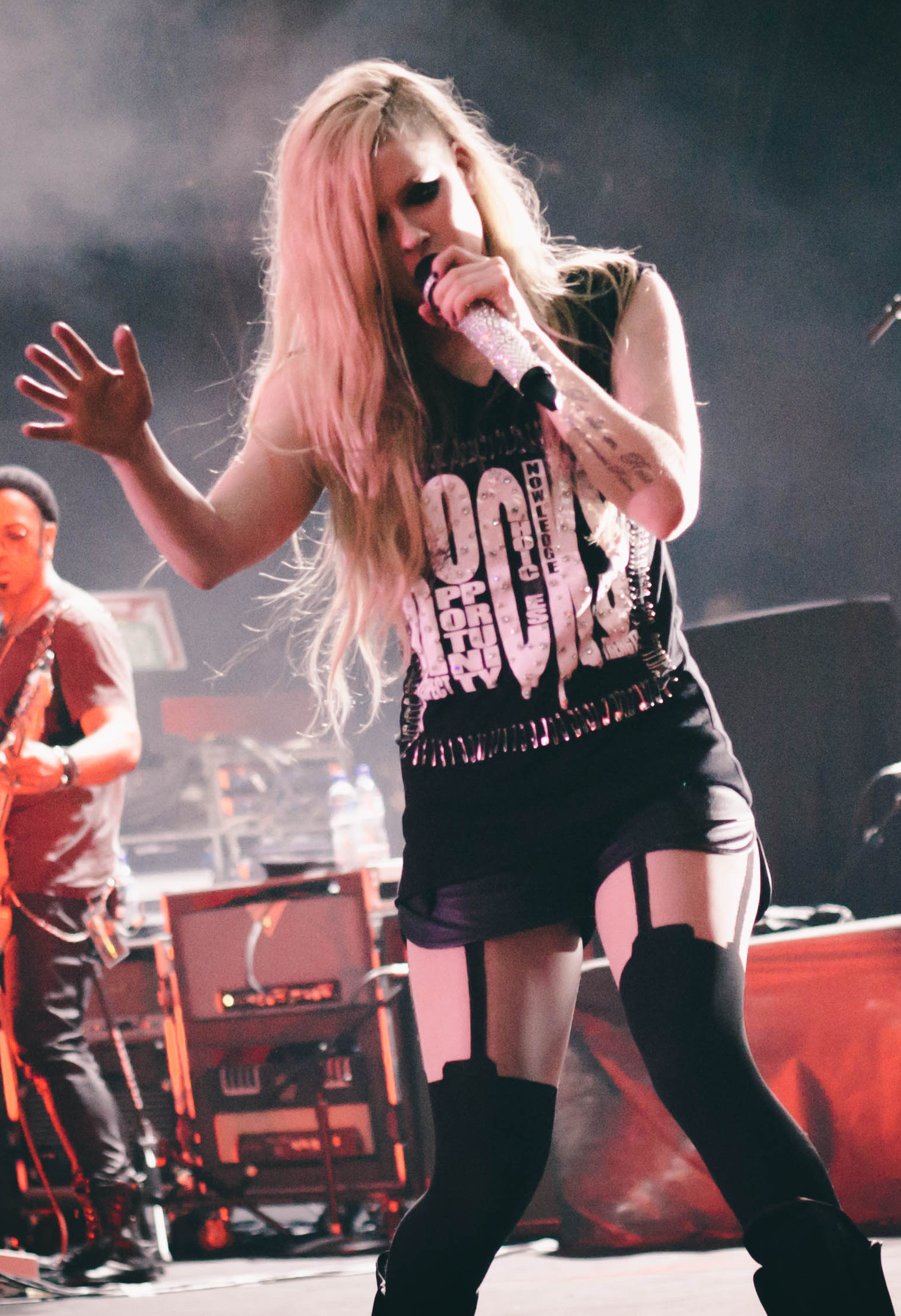
Live in Brasilien (2014)

### Musik
Ihr Musikstil ist zwischen Pop und Rock angesiedelt. Die Bandbreite reicht von eher ruhigen, balladesken Stücken wie I’m with You, Tomorrow, Innocence oder How Does It Feel über Hip-Hop-inspirierte Titel wie Nobody’s Fool bis hin zu rockartigen Songs wie beispielsweise Sk8er Boi oder He Wasn’t.
Auf ihrem Debütalbum Let Go veröffentlichte Lavigne Mainstream-Lieder wie Losing Grip und den Popsong Complicated, zu denen sie sagte: „Die Lieder, die ich mit The Matrix aufnahm, waren gut für meine erste Platte, aber ich wollte nicht mehr die Popmusik in meinen Liedern“.

### Texte
Avril Lavigne war am Texten all ihrer Lieder beteiligt. Mit dem Thema Liebe setzen sich zum Beispiel Losing Grip, I’m with You, Naked, Girlfriend, Hot, Don’t Tell Me oder When You’re Gone auseinander. Andere sind eine Art Selbstcharakterisierung (My World, Nobody’s Fool, Anything but Ordinary). Manchmal werden auch Geschichten erzählt, so in Sk8er Boi oder Nobody’s Home.

“I know my fans look up to me and that's why I make my songs so personal; it's all about things I've experienced and things I like or hate. I write for myself and hope that my fans like what I have to say.”

„Ich weiß, dass meine Fans mich bewundern und das ist der Grund, warum meine Lieder so persönlich sind. Sie handeln von meinen Erlebnissen, Erfahrungen und den Sachen, die ich mag oder hasse. Ich schreibe für mich selbst und hoffe, dass meine Fans das gut finden, was ich zu sagen habe.“

Weitere Themen in Lavignes Liedern beinhalten persönliche Botschaften aus einer weiblichen Sichtweise. Lavigne glaubt, dass „ihre Lieder von einem selbst handeln“. Lavignes zweites Album Under My Skin besteht zum Großteil aus persönlichen Botschaften. Lavigne erklärte: „Ich ging so sehr in mich, so fiel mir viel Persönliches ein … wie Jungs, Freundschaften oder Beziehungen“. Im Gegensatz dazu beinhaltete das dritte Album The Best Damn Thing kaum persönliche Lieder: „Die meisten der Lieder, die ich für mein drittes Album schrieb, haben keinen wirklichen Bezug zu mir …“. Lavigne schrieb für das Album Lieder, die „Spaß“ als Thema hatten. Goodbye Lullaby soll ihr persönlichstes Album sein, mit dem sie auch die Trennung von ihrem Exmann verarbeiten wollte. Lavigne beschrieb das Album als „… sehr persönlich und dunkel. Alle Lieder sind sehr emotional“.

## Band
Aktuelle Mitglieder ihrer Band sind: 
- Dan Ellis (Leadgitarre), Hintergrundgesang seit 2013
- David Immerman (Rhythmusgitarre), Hintergrundgesang seit 2013
- Matt Reilly (Bassgitarre), Hintergrundgesang seit 2019
- Chris Reeve (Schlagzeug), Percussion seit 2019
- Cameron Hurley (Leadgitarre), Hintergrundgesang seit 2022

Ehemalige Mitglieder: 
- Rodney Howard (Schlagzeug), ersetzt seit Februar 2007 Matthew Brann.
- Devin Bronson (Lead-Gitarre, Backupvocals), ersetzt seit September 2004 Evan Taubenfeld.
- Jim McGorman (Rhythmus-Gitarre), ersetzt seit Februar 2007 Craig Wood.
- Al Berry (Bass), ersetzt seit Februar 2007 Charlie Moniz (Bass).
- Stephen Anthony Ferlazzo Jr. (Keyboard), seit März 2007, er ist der erste Keyboarder in der Band.

- Matthew Brann (Schlagzeug); war bisher das älteste Bandmitglied
- Charlie Moniz (Bass); plant eigene Projekte
- Mark Spicoluk (Bass); wechselte zur Band Closet Monster
- Jesse Colburn (Gitarre); wechselte zur Band Closet Monster
- Evan Taubenfeld (Gitarre, Backupvocals); wechselte zu seiner Band The Black List Club
- Craig Wood (Gitarre, Backupvocals)

2004, nach dem Ende der Under My Skin Promo-Tour und dem ersten Teil der „Bonez“-Tour 2004 trennte sich Evan Taubenfeld von der Band. Er wurde durch den Leadgitarristen Devin Bronson, der zuvor bei Kelly Osbourne spielte, ersetzt. Im November 2005 trafen sich Lavigne und Taubenfeld in Los Angeles, um gemeinsam an Liedern für Evans Soloalbum zu arbeiten.
Anfang Februar 2007 trennten sich auch der Schlagzeuger Matthew Brann und der Bassist Charlie Moniz von Lavigne Band. Sie planten beide eigene Projekte und gaben an, sich freundschaftlich getrennt zu haben. Sie wurden durch Rodney Howard (Schlagzeug) und Al Berry (Bass) ersetzt. Howard und Lavigne lernten sich bereits bei der „Bonez“-Tour kennen, als Howard noch Schlagzeuger bei Gavin DeGraw war, der bei einigen US-Konzerten der „Bonez“-Tour der Support war.

## Tourneen
Von Januar bis Juni 2003 war Lavigne auf der Try to Shut Me Up-Tour unterwegs und gab über 50 Konzerte in Nordamerika, Australien, Europa und Asien. Sie spielte die Coversongs Basket Case von Green Day und Fuel von Metallica. Sie spielte selbst E-Gitarre (Mobile, Naked, Things I’ll Never Say) sowie Akustikgitarre (Tomorrow).

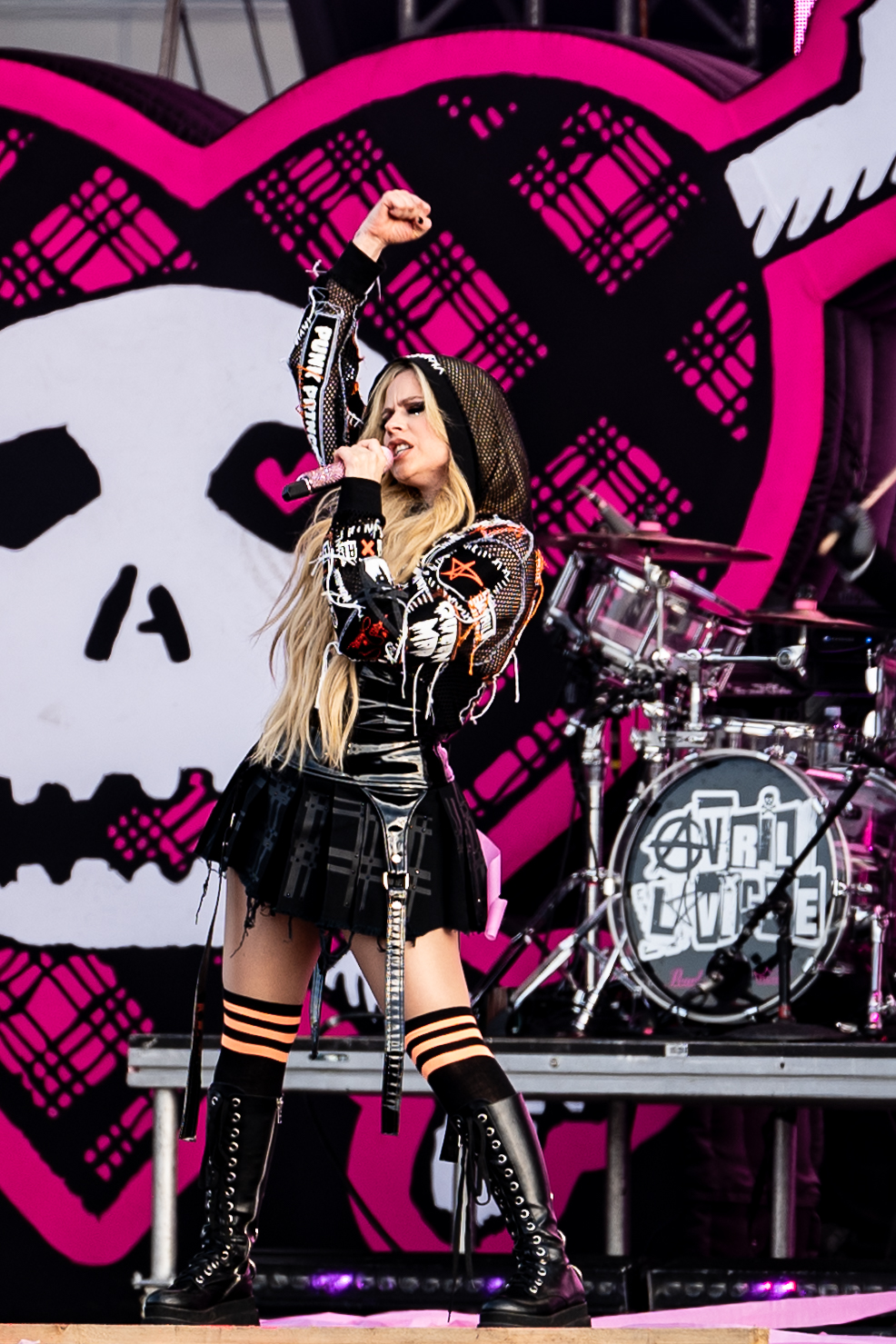
Avril Lavigne auf dem Southside Festival 2024

Im folgenden Jahr gab sie auf ihrer „Mall“-Tour in den USA und England Akustik-Konzerte zusammen mit Evan Taubenfeld, auf denen sie alle Singles aus Under My Skin spielte.
Es folgte die „Bonez“-Tour, die sie von September 2004 bis September 2005 in über 120 Konzerten nach Nordamerika, Südamerika, Australien, Südafrika, Europa und Asien führte. Auch auf dieser Tournee spielte sie einige Coverversionen wie American Idiot von Green Day, Song 2 von Blur, Smells Like Teen Spirit von Nirvana, Hey Ya! von OutKast und All the Small Things von Blink-182. Neben E- und Akustikgitarre spielte sie auf dieser Tour auch Schlagzeug bei Song 2 und Klavier bei Together, Slipped Away und Forgotten. Die Konzerte des ersten Teils ihrer Tour wurden meist mit dem Song Slipped Away abgeschlossen, den Avril Lavigne alleine am Klavier spielte. Den Song hat sie ihrem verstorbenen Großvater gewidmet, bei dessen Beerdigung sie nicht dabei sein konnte. 
2007 spielte Lavigne zwei Konzerte in Deutschland, jedoch beschrieb sie dies selbst noch als „Promo“ und nicht als Tour. Erst nach Beendigung der Promotion für The Best Damn Thing begann Anfang 2008 ihre dritte große Welttournee. Die „The Best Damn Tour 2008“-Tournee startete im März 2008 in Kanada und führte Lavigne im Laufe des Jahres um die ganze Welt. Aufgrund einer akuten Laryngitis mussten dabei aber Ende April/Anfang Mai 2008 einige ihrer US-Konzerte abgesagt werden. Darauf wurde außerdem in Europa die Setlist etwas verkürzt. 
Im Jahr 2011 trat sie mit ihrer „Black Star“-Tournee in Europa und Asien sowie in Nord- und Südamerika auf.

## Privatleben
Avril Lavigne war seit dem 15. Juli 2006 mit Deryck Whibley, dem Sänger der Band Sum 41, verheiratet. Am 4. September 2009 gab sie die Trennung von Whibley bekannt. Die Ehe wurde am 16. November 2010 geschieden. Danach war sie zwei Jahre mit Brody Jenner zusammen. Auch mit Wilmer Valderrama hatte sie eine Beziehung.
Am 1. Juli 2013 heiratete sie den Nickelback-Frontmann Chad Kroeger, mit dem sie seit dem 8. August 2012 verlobt war. Die Feierlichkeiten und Zeremonie der Hochzeit fanden im Château de la Napoule in der Nähe von Cannes an der Côte d’Azur statt. Im April 2015 berichtete Lavigne der Zeitschrift People von ihrer schweren Lyme-Borreliose-Erkrankung, die sie mehrere Monate ans Bett gefesselt hatte. Dabei erzählte sie zudem, dass Kroeger sie mehrfach während Pausen der Nickelback-Tour besucht habe. Im September 2015 teilte Lavigne mit, sich von Kroeger getrennt zu haben. Im März 2022 gaben sie und der Rapper Mod Sun ihre Verlobung bekannt, welche sie im Februar 2023 jedoch wieder auflösten und die Beziehung beendeten.

## Gesellschaftliches Engagement
Avril Lavigne wurde Anfang April 2006 bei den PETA-Awards nominiert. Des Weiteren gestaltete sie gemeinsam mit anderen Künstlern eine Handtasche, den so genannten „Peace Bag“ für die Menschenrechtsorganisation Amnesty International.
Lavigne veröffentlichte 2003 eine Coverversion vom Song Knockin’ on Heaven’s Door, deren Einnahmen der Anti-Kriegs-Organisation War Child zugutekamen. Für das Lied wurde ein Clip gedreht, in dem gezeigt wird, wie Kinder unter Kriegen und ihren Folgen leiden. Mit einer Coverversion des Liedes Imagine von John Lennon unterstützte sie das Projekt Make Some Noise – The Amnesty International Campaign to Save Darfur von Amnesty International.
Nach der Erdbebenkatastrophe in Haiti 2010 beteiligte sie sich am Benefizprojekt Young Artists for Haiti. Sie ist auch im dazu aufgenommenen Song Wavin’ Flag zu hören.
Lavigne gründete die Avril Lavigne Foundation, die Kindern und Jugendlichen mit schweren Krankheiten und Behinderungen hilft und sie fördert. Unter anderem unterstützte sie im April 2020 mit der Veröffentlichung des Liedes We Are Warriors das Projekt HOPE zur Bekämpfung der weltweiten COVID-19-Pandemie.

## Diskografie
Studioalben

| Jahr | Titel Musiklabel                             | Höchstplatzierung, Gesamtwochen, AuszeichnungChartplatzierungen (Jahr, Titel, Musiklabel, Platzierungen, Wochen, Auszeichnungen, Anmerkungen) | Höchstplatzierung, Gesamtwochen, AuszeichnungChartplatzierungen (Jahr, Titel, Musiklabel, Platzierungen, Wochen, Auszeichnungen, Anmerkungen) | Höchstplatzierung, Gesamtwochen, AuszeichnungChartplatzierungen (Jahr, Titel, Musiklabel, Platzierungen, Wochen, Auszeichnungen, Anmerkungen) | Höchstplatzierung, Gesamtwochen, AuszeichnungChartplatzierungen (Jahr, Titel, Musiklabel, Platzierungen, Wochen, Auszeichnungen, Anmerkungen) | Höchstplatzierung, Gesamtwochen, AuszeichnungChartplatzierungen (Jahr, Titel, Musiklabel, Platzierungen, Wochen, Auszeichnungen, Anmerkungen) | Höchstplatzierung, Gesamtwochen, AuszeichnungChartplatzierungen (Jahr, Titel, Musiklabel, Platzierungen, Wochen, Auszeichnungen, Anmerkungen) | Höchstplatzierung, Gesamtwochen, AuszeichnungChartplatzierungen (Jahr, Titel, Musiklabel, Platzierungen, Wochen, Auszeichnungen, Anmerkungen) | Anmerkungen                                                |
| Jahr | Titel Musiklabel                             | DE | AT | CH | UK | US | FR | CA | Anmerkungen                                                |
| ---- | -------------------------------------------- | --- | --- | --- | --- | --- | --- | --- | ---------------------------------------------------------- |
| 2002 | Let Go Arista Records (BMG Ariola)           | DE2 ×3Dreifachgold · (52 Wo.)DE | AT2 Platin · (49 Wo.)AT | CH2 ×2Doppelplatin · (61 Wo.)CH | UK1 ×6Sechsfachplatin · (81 Wo.)UK | US2 ×7Siebenfachplatin · (98 Wo.)US | FR13 Platin · (85 Wo.)FR | CA1 Diamant · (123 Wo.)CA | Erstveröffentlichung: 4. Juni 2002 Verkäufe: + 20.000.000  |
| 2004 | Under My Skin Arista Records (Sony BMG)      | DE1 Gold · (53 Wo.)DE | AT1 Platin · (49 Wo.)AT | CH2 Platin · (47 Wo.)CH | UK1 ×2Doppelplatin · (37 Wo.)UK | US1 ×3Dreifachplatin · (66 Wo.)US | FR4 Gold · (66 Wo.)FR | CA1 ×5Fünffachplatin · (65 Wo.)CA | Erstveröffentlichung: 24. Mai 2004 Verkäufe: + 10.000.000  |
| 2007 | The Best Damn Thing RCA Records (Sony BMG)   | DE1 Platin · (47 Wo.)DE | AT1 Platin · (39 Wo.)AT | CH2 Platin · (45 Wo.)CH | UK1 Platin · (46 Wo.)UK | US1 ×2Doppelplatin · (51 Wo.)US | FR3 Gold · (80 Wo.)FR | CA1 ×2Doppelplatin · (29 Wo.)CA | Erstveröffentlichung: 13. April 2007 Verkäufe: + 6.000.000 |
| 2011 | Goodbye Lullaby RCA Records (Sony)           | DE4 (13 Wo.)DE | AT3 (10 Wo.)AT | CH2 (18 Wo.)CH | UK9 Gold · (9 Wo.)UK | US4 Gold · (26 Wo.)US | FR4 (13 Wo.)FR | CA2 (32 Wo.)CA | Erstveröffentlichung: 2. März 2011 Verkäufe: + 1.070.000   |
| 2013 | Avril Lavigne Epic Records (Sony)            | DE15 (3 Wo.)DE | AT9 (3 Wo.)AT | CH8 (5 Wo.)CH | UK14 Silber · (4 Wo.)UK | US5 Gold · (12 Wo.)US | FR30 (4 Wo.)FR | CA4 Platin · (2 Wo.)CA | Erstveröffentlichung: 1. November 2013 Verkäufe: + 815.000 |
| 2019 | Head Above Water BMG Rights Management (WMG) | DE3 (5 Wo.)DE | AT2 (4 Wo.)AT | CH4 (6 Wo.)CH | UK10 (2 Wo.)UK | US13 (2 Wo.)US | FR34 (4 Wo.)FR | CA1 (5 Wo.)CA | Erstveröffentlichung: 15. Februar 2019 Verkäufe: + 10.000  |
| 2022 | Love Sux Atlantic Records (WMG)              | DE6 (4 Wo.)DE | AT3 (4 Wo.)AT | CH7 (4 Wo.)CH | UK3 (2 Wo.)UK | US9 (3 Wo.)US | FR70 (2 Wo.)FR | CA1 (13 Wo.)CA | Erstveröffentlichung: 25. Februar 2022                     |

## Filmografie
- 2002: Sabrina – Total Verhext! (Sabrina, the Teenage Witch, Gastauftritt, Staffel 7, Folge 8, Bada-Ping/Avril, Avril)
- 2004: Road Party (Going the Distance)
- 2004: Hang Times
- 2006: Ab durch die Hecke (Over the Hedge, Synchronsprechrolle)
- 2006: Fast Food Nation
- 2006: The Flock – Dunkle Triebe (The Flock)
- 2011: Alice im Wunderland (Song Alice)
- 2018: Charming (Snow White)
- 2024: Deadpool and Wolverine (song Wish you were here)

## Auszeichnungen
Hollywood Walk of Fame
- 2022: Stern[55]

### Preise
- World Music Awards
  - 2003: für „Best Canadian Pop/Rock Artist“
  - 2004: für „Best Female Rock/Pop Artist“
  - 2007: für „World’s Best Selling Pop/Rock Female Artist“
  - 2007: für „Best Selling Artist from Canada“
- MTV Europe Music Awards
  - 2007: für „Most Addictive Track“
  - 2007: für „Best Solo Artist“
- Echo
  - 2003: für „Bester Nachwuchs International“
- Comet
  - 2004: für „Beste Solokünstlerin International“
- Bravo Otto
  - 2002: „Silber“ in der Kategorie „Sängerin“
- Juno Awards
  - 2003: für „Best Single of the Year“ (Complicated)
  - 2003: für „Best New Artist“
  - 2003: für „Best Pop Album“ (Let Go)
  - 2003: für „Best Album of the Year“ (Let Go)
  - 2005: für „Artist of the Year“
  - 2005: für „Pop Music Album of the Year“
  - 2005: für „Fan’s Choice Award“
  - 2019: „Juno Fan Choice Award“
  - 2020: „Juno Fan Choice Award“
- MTV Video Music Awards
  - 2002: für „Best New Artist in a Video“ (Complicated)
- Latin MTV American Video Music Awards
  - 2002: für „Best New Artist International“
  - 2004: für „Best Pop International“
- MTV Video Music Awards Japan
  - 2008: für „Best Pop Video“ (Girlfriend)
- MTV Asia Awards
  - 2003: für „Favourite Female Artist“
  - 2003: für „Favourite Breakthrough Artist“
  - 2003: für „Style Award“
  - 2005: für „Favourite Female Artist“
- MTV Latin Awards
  - 2003: für „Best New Artist“
  - 2007: für „Beste International Künstlerin“
  - 2007: für „Best Song of the Year“
- MTV Russia Awards
  - 2007: für „Best International Artist“
- MTV TRL Awards Italy
  - 2006: für „First Lady“
  - 2008: für „First Lady“
- MuchMusic Video Awards
  - 2003: für „Best International Video by a Canadian“
  - 2003: für „People’s Choice Favourite Canadian Artist“
  - 2004: für „Fan’s Choice“
  - 2007: für „Favourite Canadian Artist“
  - 2007: für „Best International Video by a Canadian“ (Girlfriend)
- Radio Music Awards
  - 2003: für „Song of the Year: Modern Adult Contemporary Radio“ (Complicated)
- Canadian Radio Music Awards
  - 2003: für „Best New Solo Artist – Rock“
  - 2003: für „Best New Group/Solo Artist“
  - 2003: für „Best New Solo Artist“
  - 2003: für „Fan’s Choice Award“
  - 2003: für „Socan Songwriter Award“
- NRJ Music Awards
  - 2005: für „Best International Artist“
- NRJ Radio Awards
  - 2008: für „Best International Female Artist“
- Nick Kids Choice Awards
  - 2008: für „Favourite Song“ (Girlfriend)
- Kids Choice Awards
  - 2007: für „Best Female Singer“
  - 2007: für „Best Music Video“ (Girlfriend)
- Disney Video Awards
  - 2002: für „Best CD“ (Let Go)
  - 2002: für „Best Song“ (Complicated)
  - 2002: für „Best Female Singer“
  - 2002: für „Best Homework Song“ (Complicated)
- Capricho Awards
  - 2004: für „Best International Female Artist“
  - 2004: für „Best International Song“
  - 2004: für „Famous as Style“
- ASCAP Awards
  - 2006: für „My Happy Ending“
  - 2006: für „Breakaway“ als Co-Schreiberin
- Japan Gold Disc Award
  - 2008: für „Artist of the Year“
- 2006: Volvo for life Award

### Nominierungen
- Grammys[56]
  - 2002: Song of the Year und Best Female Pop Vocal Performance für Complicated, Best Pop Vocal Album für Let Go, Best Female Rock Vocal Performance für Sk8er Boi und Best New Artist
  - 2003: Song of the Year und Best Female Pop Vocal Performance für I’m with You und Best Female Rock Vocal Performance für Losing Grip
- 2003: 2 BRIT-Award-Nominierungen
- 2004: MTV Europe Music Awards (Best Female, Best Pop)
- 2005: Echo (Bestes Rock Album für Under My Skin)
- 2007: MTV Europe Music Awards (Best Album – The Best Damn Thing)